# جاده ئی۱۱ اروپا
جاده ئی۱۱ اروپا (به انگلیسی: European route E11) یکی از جاده‌های اصلی قاره اروپا است.
این جاده که در کشور فرانسه قرار دارد از شهر ویرزون شروع شده، در شهر مون‌پلیه به پایان میرسد و ۵۷۰ کیلومتر مسافت دارد.